# Raymond S. Bradley
Raymond S. Bradley, conosciuto come Ray Bradley (1948), è un climatologo britannico naturalizzato statunitense.

## Biografia
Nato nel nord dell'Inghilterra, Bradley ha conseguito il Bachelor of Science all'Università di Southampton nel 1969, poi si è trasferito negli Stati Uniti d'America e ha proseguito gli studi all'Università del Colorado a Boulder, dove ha conseguito il Master of Science nel 1971 e il Ph.D nel 1974. Successivamente ha lavorato nella sede di Amherst dell'Università del Massachusetts come istruttore fino al 1975, poi come professore assistente fino al 1978, anno in cui è diventato professore associato; nel 1984 è diventato professore ordinario. Dal 1986 ha ricoperto anche l'incarico di direttore del Climate System Research Center dell'Università del Massachusetts; nel 1993 è stato nominato direttore del Dipartimento di Scienze della Terra della stessa università, incarico che ha mantenuto fino al 2003. Nel 2002 è stato nominato professore distinto per i suoi meriti scientifici. Bradley ha condotto ricerche di climatologia e paleoclimatologia sui cambiamenti climatici e il riscaldamento globale, studiando in particolare l'Artide e la zona dell'Oceano Atlantico settentrionale (comprendente la Groenlandia, le Isole Svalbard, le Isole Far Oer, il nord del Canada e il nord della Norvegia). Ha pubblicato una dozzina di libri e più di duecento articoli.
Bradley è conosciuto al pubblico soprattutto per essere stato autore nel 1998, insieme a Michael E. Mann e Malcolm K. Hughes, di una ricostruzione storica delle temperature dell'emisfero nord dal XX secolo fino al 1400. Nel 1999 Bradley e colleghi hanno esteso la ricostruzione fino all’anno 1000, producendo il grafico conosciuto come MBH99 che è stato incluso nel Terzo rapporto di valutazione IPCC del 2001.